# Женщина на пирсе 13
«Женщина на пирсе 13» (англ. The Woman on Pier 13), первоначальное название «Я вышла замуж за коммуниста» (англ. I Married a Communist) — фильм нуар режиссёра Роберта Стивенсона, который вышел на экраны в 1949 году.
Фильм рассказывает о вице-президенте крупной транспортной компании Брэдли Коллинзе (Роберт Райан), который в молодости состоял в коммунистической партии. Много лет спустя коммунисты находят его и с помощью шантажа принуждают сорвать трудовые переговоры с профсоюзом докеров, чтобы полностью остановить работу порта Сан-Франциско. После того, как от рук коммунистов гибнет несколько близких ему людей, а жизнь остальных оказывается под угрозой, Брэд ценой собственной жизни уничтожает местного партийного главаря и его приспешников.
Фильм относится к числу антикоммунистических пропагандистских нуаров наряду с такими картинами, как «Красная угроза» (1949), «Я был коммунистом для ФБР» (1951), «Крепкая рука» (1951) и «Кафе на 101-й улице» (1951) и «Пуля для Джои» (1955).

## Сюжет
После трёхдневного знакомства вице-президент транспортной компании «Корнуолл шиппинг» из Сан-Франциско Брэдли Коллинз (Роберт Райан) женится на декораторе интерьеров Нэн Лоури (Лорейн Дэй), уведя её у своего хорошего друга, профсоюзного лидера Джима Трэверса (Ричард Робер). Во время медового месяца в прибрежном отеле пара неожиданно встречает популярного журнального фотографа Кристин Норманн (Дженис Картер), которую только что перевели в Сан-Франциско с восточного побережья. В своё время у Брэда был с ней роман, когда они жили в Джерси-сити, и Кристин всё ещё неравнодушна к нему. Вернувшись в Сан-Франциско, Кристин приезжает к коллеге по Коммунистической партии Дж. Т. Арнольду (Пол Е. Бёрнс), изучая вместе с ним досье на Нэн и её брата Дона Лоури (Джон Агар). Затем Кристин звонит в дом Коллинзов, где трубку снимает Дон, который рассказывает ей, Брэд недавно устроил его на работу в свою компанию в качестве докера.
Тем временем в доках назревает трудовой конфликт между руководством компании «Корнуолл шиппинг» и профсоюзной организацией докеров, которую возглавляет Трэверс. На предварительной встрече с профсоюзами президент компании Дж. Френсис Корнуолл (Гарри Чешир) поручает Брэду, который сам вышел из простых докеров, ведение переговоров от имени руководства, рассчитывая, что тот быстро придёт к решению, которое устроит обе стороны. Трэверс поддерживает это назначение, так как уважает и хорошо относится к Брэду, обещая ему, что брак с Нэн не окажет никакого влияния на их взаимоотношения. Сразу после встречи в кабинете Брэда появляется главарь местной коммунистической организации Вэннинг (Томас Гомес), который напоминает Брэду о его коммунистическом прошлом, когда того звали Фрэнк Джонсон. Когда Брэд пытается возражать, Вэннинг заявляет, что это может засвидетельствовать Кристин, которая к тому же хранит их общие фотографии того периода. Оставив Брэду выписанный на его имя партийный билет, Вэннинг удаляется. Возмущённый Брэд приезжает домой к Кристин, заявляя ей, что если она попытается через партию вернуть его себе, то у неё ничего не получится, так как он решительно порвал как с ней лично, так и с партией. Вскоре во время приёма в доме Брэда в дверях появляются люди Вэннинга, и угрожая устроить скандал, вынуждают Брэда немедленно отправиться вместе с ними к Вэннингу. Они приезжают на один из портовых складов, где располагается логово Коммунистической партии. Во время встречи Вэннинг приказывает Брэду перевести две пятых своей зарплаты на партийный счёт, однако Брэд категорически отказывается иметь дело с коммунистами. После окончания встречи Арнольд провожает Брэда, делая свидетелем того, как на пирсе связывают и топят в воде одного из членов партии, которого заподозрили в связях с ФБР. Когда Брэд пытается позвонить в полицию, Вэннинг останавливает его, угрожая сделать достоянием гласности его партийное досье, однако Брэд возражает, что сам расскажет обо всём Корнуоллу и Нэн. Тогда Вэннинг даёт понять Брэду, что тот не отделается только потерей жены и карьеры, а может угодить на электрический стул, так как у партии есть подписанный Брэдом документ, согласно которому в бытность коммунистом он убил во время забастовки корабельного стюарта.
Тем временем красавица Кристин начинает встречаться с Доном, и вскоре неопытный и впечатлительный Дон влюбляется в неё, представляя её как свою возлюбленную Брэду и Нэн во время празднования месячного юбилея их свадьбы. Дон всё больше попадает под влияние коммунистических идей, которые внедряют в его сознание знакомые Кристин. Вэннинга
беспокоит, что Кристин также начинает влюбляться в Дона, тем не менее он поручает ей продолжать его политическую обработку. Затем Вэннинг вызывает к себе Брэда, требуя от него вести переговоры с профсоюзами к провалу, с тем, чтобы работа дока была остановлена в ближайшее время на шестьдесят дней. Страх быть арестованным за убийство заставляет Брэда подчиниться Вэннингу. С началом трудовых переговоров Брэд отказывается идти на какие-либо уступки рабочим, тем временем, несколько коммунистов в рядах профсоюзов, на стороне которых оказывается и Дон, начинают вести активную агитацию среди рабочих, требуя от профсоюзных лидеров не идти ни на какие компромиссы с руководством. В итоге переговоры заходят в тупик, и порт закрывается на неопределённое время. Когда Кристин собирается уехать в служебную двухдневную командировку в Сиэтл, Вэннинг даёт ей дополнительные поручения в этом городе. Заметив, что Кристин полюбила Дона и потому больше не может манипулировать им в интересах партии, Вэннинг требует, чтобы она порвала с ним все связи. Дон провожает Кристин в аэропорту, где делает ей предложение, после чего сообщает об этом по телефону Нэн.
Трэверс приходит к Коллинзам домой, чтобы разобраться, почему Брэд занял такую неразумную позицию на переговорах, которая не даёт возможности прийти к соглашению и возобновить работу порта, однако тот отказывается давать ему какие-либо объяснения. Нэн сообщает Трэверсу, что Дон решил жениться на Кристин, на что тот замечает, что Дон в последнее время сильно изменился и на собраниях активно выступает с коммунистических позиций. Трэверс видит в этом влияние Кристин, которая является коммунисткой, что становится сюрпризом для Нэн. Затем Трэверс встречается в порту с Доном, пытаясь предостеречь его от связей с коммунистами, которые угрожают нанести большой ущерб профсоюзному движению, и в частности, от его связей с Кристин. Дон встречает вернувшуюся из командировки Кристин в её квартире, заявляя, что по словам Джима, она является коммунисткой и просто использует его в своих интересах. Кристин признаётся, что уже многие годы состоит в партии, однако настаивает на том, что по-настоящему любит его, хотя поначалу общалась с ним, выполняя партийное задание. После этого Кристин говорит, что в партии немало достойных членов, среди них Брэд, в качестве доказательства показывая ему их совместную фотографию и копию его партийного билета. Появляется Вэннинг, который требует, чтобы Дон забыл всё, что только что видел и слышал. Однако разозлённый Дон бьёт его по физиономии, и со словами «я услышал достаточно» уходит. Вэннинг заявляет, что если Дон расскажет всем о партийном членстве Брэда, то для коммунистов от Брэда не будет никакой пользы, и порт в итоге возобновит свою работу. Вэннинг приказывает Кристин оставаться в квартире и ни с кем не вступать в контакт.
По заданию Вэннинга Арнольд приходит на городской карнавал для встречи с партийным киллером Бэйли (Уильям Тэлман), который управляет там тиром. Тем же вечером Кристин звонит Нэн, чтобы предупредить её об опасности, которая угрожает Дону, однако Нэн не желает с ней разговаривать. В этот момент Дон подъезжает к дому Коллинзов, и когда он выходит из машины, Бэйли, который вместе с Арнольдом выследил его, сбивает парня насмерть на своём автомобиле. После ухода полиции Нэн говорит мужу, что это не был несчастный случай, так как Кристин пыталась предупредить её, что может случиться нечто подобное. Брэд уговаривает её не предпринимать никаких действий до его возвращения из полиции, однако Нэн едет к Кристин, решая выяснить причину её звонка. Когда Кристин просит не вмешиваться в их с Доном личную жизнь, Нэн сообщает её о гибели Дона под колёсами автомобиля два часа назад. Кристин рассказывает, что убийцей Дона мог быть Бейли, далее заявляя, что Дон был убит из-за Брэда, так как узнал, что Брэд является членом Коммунистической партии. В качестве доказательства она показывает Нэн свою совместную фотографию с Брэдом и его членский билет, после чего выпроваживает Нэн из дома. После этого Кристин пишет предсмертную записку, раскрывая правду о деятельности партии. В этот момент появляется Вэннинг, который уничтожает записку, который хочет, чтобы причиной самоубийства Кристин считали горе после гибели любимого. После этого Кристин падает из окна и разбивается на глазах у подъехавшего в поисках жены Брэда. Узнав у привратника, куда уехала Нэн, Брэд направляется вслед за ней в тир.
Нэн приезжает в тир, где знакомится с Бэйли, выдавая себя за несчастную жену, которая хочет избавиться от богатого мужа, провоцируя Бэйли на признание в том, что он является наёмным убийцей. Когда Брэд допрашивает сотрудника тира о том, куда направился Бэйли, это замечает управляющий соседним аттракционом, который сигнализирует Вэннингу о появлении Брэда. Тем временем в кафе Бэйли в качестве подтверждения своих слов описывает, как он, выполняя заказ, сбил машиной человека, и это выглядело как несчастный случай. В то время, как сотрудник карнавала тянет время, водя Брэда по барам, Арнольд вызывает Бэйли, сообщая ему, что он разговаривает с Нэн. Вдвоём они хватают Нэн и увозят на принадлежащий коммунистам портовый склад. В этот момент к Арнольду подходит Брэд, который расправился со своим сопровождающим, и успел подслушать его разговор. Угрожая оружием, Брэд заставляет привезти его на склад, где Вэннинг собирается расправиться с Нэн, чтобы она никому не донесла, что её муж по указанию коммунистов сорвал переговоры с профсоюзами. Брэд проникает в помещение, где Вэннинг допрашивает Нэн, после поручает Бэйли убить её, выдав убийство за самоубийство из-за смерти брата по той же схеме, как это было с Кристин. Брэд врывается в помещение, и, угрожая Вэннингу и Бэйли оружием, просит Нэн позвонить в полицию. Однако Вэннинг успевает достать пистолет и ранить Брэда в плечо. Брэд запирает Вэннинга и Бэйли в комнате, и вместе с Нэн скрывается на складе. Укрывшись, Брэд просит у Нэн прощения за то, что не рассказал ей о своём партийном прошлом, с которым, как он думал, давно расстался, но оказалось, что из партии нельзя выйти просто так. В ходе перестрелки троим бандитам удаётся разделить Брэда и Нэн, и когда Брэд убивает одного из них, а затем и Бэйли, Вэннинг готовится застрелить Нэн. Брэд, у которого кончились патроны, бросается на Вэннинга, который успевает несколько раз в него выстрелить. Тяжело раненый Брэд хватает докерский крюк, и бросает его в Вэннингу прямо в сердце, после чего тот падает вниз и разбивается. Некоторое время спустя Брэд умирает на руках у Нэн, которая говорит, что любит его. Однако Брэд говорит, что сделал ошибку, и правильным мужчиной для неё был и является Трэврес. Брэд шепчет Нэн, что встретил её слишком поздно, после чего закрывает глаза.

## В ролях
- Лорейн Дэй — Нэн Лоури Коллинз
- Роберт Райан — Брэд Коллинз, он же Фрэнк Джонсон
- Джон Агар — Дон Лоури
- Томас Гомес — Вэннинг
- Дженис Картер — Кристин Норман
- Ричард Робер — Джим Трэверс
- Уильям Тэлман — Бэйли
- Пол Е. Бёрнс — Дж. Т. Арнольд

## Создатели фильма и исполнители главных ролей
Как пишет историк кино Джефф Стаффорд, в 1948 году, когда «Говард Хьюз получил контроль над RKO, он уже был хорошо известен как эксцентрик с параноидальным страхом перед коммунистическими лазутчиками в промышленности. Хьюз сразу же уволил три четверти сотрудников кинокомпании, а оставшийся персонал подверг расследованию на предмет их политических симпатий». Как далее отмечает Стаффорд, «некоторые из фильмов, произведённых в его царствование, также отразили его одержимость „красной угрозой“». Гленн Эриксон также отметил, что «весьма эксцентричный и непредсказуемый глава студии Говард Хьюз погрузился в антикоммунистическое массовое безумие по-крупному, сляпав несколько ныне забытых фильмов с целью спасения Америки от иностранного заговора, среди них „Крепкая рука“ (1951) и „Пилот самолёта“ (1957)». Однако, по мнению критиков, «самой печально известной выдумкой Хьюза был фильм „Женщина на пирсе 13“ (1949), который первоначально вышел под названием „Я вышла замуж за коммуниста“ ещё до начала расследования сенатора Маккарти в отношении коммунистической деятельности в американской армии, а позднее — в индустрии развлечений».
Британский режиссёр Роберт Стивенсон поставил такие картины, как мелодрама «Джейн Эйр» (1943), фильмы нуар «До края земли» (1948) и «История в Лас-Вегасе» (1952), семейная мелодрама «Старый брехун» (1957), фантастическая комедия «Отмороженный профессор» (1961), а также семейный мюзикл «Мэри Поппинс» (1964), который принёс ему номинацию на Оскар как лучшему режиссёру. Роберт Райан был одной из наиболее крупных звёзд жанра фильм нуар, сыграв в таких значимых лентах, как «Перекрёстный огонь» (1947, номинация на Оскар за лучшую роль второго плана), «Подстава» (1949), «Акт насилия» (1949), «На опасной земле» (1951), «Стычка в ночи» (1952) и «Дом из бамбука» (1955). Лорейн Дэй сыграла свои самые заметные роли в триллере Альфреда Хичкока «Иностранный корреспондент» (1940), военной драме «Путешествие за Маргарет» (1942), романтической комедии «Мистер Счастливчик» (1943), фильме нуар «Медальон» (1946) и в приключенческом триллере «Великий и могучий» (1954). Джон Агар сыграл свои наиболее заметные роли в вестернах «Она носила желтую ленту» (1949) и «Красные пески» (1951), военной драме «Пески Иводзимы» (1949) и фильме нуар «Щит для убийцы» (1954). В этом фильме сыграл свою дебютную роль характерный актёр Уильям Тэлман, который позднее сыграет убийцу-социопата в триллере Айды Лупино «Автостопщик» (1953), но более всего станет известен как Гамильтон Бергер, оппонент Перри Мейсона в одноимённом судебном телесериале. Как отметил Гленн Эриксон, «также интересно увидеть подававшего большие надежды актёра Ричарда Робера, который сыграл в нескольких интересных фильмах нуар, таких как „Звонить Нортсайд 777“ (1948), „Дело Тельмы Джордон“ (1950), „Колодец“ (1951) и „Высокая мишень“ (1951), прежде чем погибнуть в автокатастрофе в 1952 году».

## История создания фильма
По информации Американского института кино, в феврале 1948 года журнал «Голливуд репортер» сообщил о том, что кинокомпания Eagle-Lion купила оригинальную историю для экрана под названием «Я вышла замуж за коммуниста», поручив работу над картиной продюсеру Обри Шенку. В сентябре 1948 года глава кинокомпании RKO Говард Хьюз заявил газете «Лос-Анджелес Таймс», что этот фильм будет делать он. Согласно статье в «Нью-Йорк Таймс» от июня 1949 года, изначально над различными вариантами сценария работали Арт Кон, Джеймс Эдвард Грант и Чарльз Грэйсон, который указан в титрах, а Роберт Харди Эндрюс выполнил его «окончательную шлифовку». В статье также указывалось, что Эндрюс был проинструктирован в процессе доработки удалить из сценария любые «речи» и удалить все ссылки на Россию, включая все имена, которые звучат по-славянски. Студию также беспокоило то, чтобы надлежащим образом были представлены трудовые отношения, и для этого был введён образ Джима Трэверса, вызывающего симпатию профсоюзного лидера, который противостоит коммунистам.
Согласно некоторым источникам, сразу после покупки истории Хьюзом в качестве исполнителей главных ролей были заявлены Барбара Бел Геддес и Роберт Янг, а режиссёром должен был стать Джон Кромвелл. Затем на главную роль была намечена Мерл Оберон, а Кромвелла сняли с режиссёров. В конце ноября 1948 года в качестве возможной замены Оберон была объявлена Джейн Грир, но из-за нестыковки съёмочных графиков с фильмом «Большой обман», Хьюз в конце концов снял её с этой роли. Затем постановка была поручена Николасу Рэю, а Гленн Форд и Пол Лукас были объявлены исполнителями главных мужских ролей. В январе 1949 года производство было отложено после того, как отпали кандидатуры Форда и Лукаса, которых, в конце концов, сменили Роберт Райан и Томас Гомес. Джона Агара взяли в аренду у кинокомпании Дэвида О. Селзника и Дженис Картер — у Columbia.
По информации Джеффа Стаффорда, «Говард Хьюз якобы использовал этот фильм в качестве теста на лояльность для своих сотрудников. Если какой-либо сценарист, режиссёр или актёр отказывался от работы над фильмом, его увольняли». Гленн Эриксон также пишет, что «Хьюз использовал этот проект как лакмусовый тест на то, кто из режиссёров был „лояльным американцем“». Среди отказавшихся от работы над фильмом были режиссёры Джозеф Лоузи, Джон Кромвелл и Николас Рэй. Журнал TimeOut назвал картину «печально известным проектом, с помощью которого Хьюз помог Дяде Сэму в годы охоты на ведьм, поручая его постановку целой серии режиссёров RKO (которые в случае отказа, получали ярлык „розового“ или того хуже)». Однако, как далее пишет Стаффорд, «факты указывают на то, что люди уходили из проекта главным образом из-за недовольства ходом его подготовки или из-за творческих разногласий». В частности, Франклин Джарлетт в книге «Роберт Райан: Биография и критическая фильмография» написал, что «после того, как Хьюз отклонил несколько вариантов сценария, которые подготовили разные авторы», «Кромвелл ушёл с фильма, назвав сценарий „без сомнения худшим, который он когда-либо читал в своей жизни“. Следующим согласился ставить фильм Николас Рэй, но он также отпал в последний момент. Наконец, постановку взял на себя Роберт Стивенсон, после чего в апреле 1949 года фильм был направлен в производство».
Съёмочный процесс продолжался один месяц, после чего потребовалось два дополнительных дня пересъёмок, когда Хьюз после тщательного изучения обнаружил недостатки во многих аспектах фильма. В одной сцене Хьюз приказал переснять профиль Лорейн Дэй в другом ракурсе, когда заметил на её лице пятно. Он также был недоволен сценами поцелуев между Дженис Картер и Джоном Агаром, настаивая на том, чтобы они были более сексуальными. Он также «очень ясно» почувствовал, что «Бобу Райану и Биллу Тэллману надо помочь в стрельбе из оружия». Съёмка городских улиц производилась в Сан-Франциско.
В октябре 1949 года в Лос-Анджелесе и Сан-Франциско состоялся «пробный прокат» картины под названием «Я вышла замуж за коммуниста». После этих пробных просмотров Хьюз снял фильм с проката, так как несмотря на рекламную кампанию, которая пыталась ясно донести, что это не документальный фильм, публика всё равно продолжала воспринимать его именно так. Чтобы преодолеть неправильное восприятие картины, Хьюз временно переименовал её в «Красивая, но опасная». Как отмечает Стаффорд, руководители RKO провели опрос среди зрителей об их интересе к фильму под названием «Я вышла замуж за коммуниста» и «результаты не сулили ничего хорошего». Однако поначалу Хьюз был непреклонен в отношении его изменения, заявив: «Мне всегда нравилось название. На самом деле, название — это одна из самых ценных составляющих фильма». Однако в конце концов он уступил руководителям RKO, и после рассмотрения таких вариантов, как «Мелодрама в Сан-Франциско», «Порт в полночь» и «Где живёт опасность» он остановился на «Женщина на пирсе 13».
Как отмечает Стаффорд, «когда фильм наконец вышел на экраны в перемонтированном виде, из которого было удалено всё нежелательное, он всё равно не смог пробудить интерес у кинозрителей и был оценен как коммерческий провал, закончив с убытком 650 тысяч долларов».

## Оценка фильм критикой

### Общая оценка фильма
Сразу после выхода картины журнал Variety назвал её «чистым экшном, создающим достаточно напряжения и строго следующим испытанной мелодраматической формуле, чтобы удовлетворить среднего клиента». В рецензии также отмечается, что «в сценарии использован простой и слегка наивный сюжетный приём, когда гангстеров из типичной истории о криминальном мире заменили коммунистами». На сайте Американского института киноискусства также отмечено, что «многие обозреватели критиковали картину за изображение американских коммунистов как гангстеров времён Великой депрессии». При этом, продолжает рецензент Variety, «картина настолько опасается введения каких-либо политических разговоров, что когда в какой-то момент затрагивается тема тактики коммунистов, на экране просто пропадает звук». Как отметил историк кино Джефф Стаффорд, сегодня «Женщина на пирсе 13» «рассматривается как увлекательный и очень интересный пример антикоммунистического агитпропа, но публика того времени не хотела думать о коммунистической угрозе. Это главная причина его коммерческого провала, также как и сходных картин, таких как „Мой сын Джон“ (1952) с Робертом Уокером в роли тайного коммунистического агента и „Большой Джим Маклейн“ (1952) с Джоном Уэйном, которые также не вызвали интереса у зрителей». Как далее отмечает Стаффорд, «удивительно, но рецензенты того времени не особенно обращали внимание на бешеный антикоммунистический крен фильма и в большинстве случаев только восхищались игрой Роберта Райана». В частности, в рецензии «Нью-Йорк Таймс» утверждалось, что «фильм является примером сделанной в быстром темпе умной мелодрамы, привлекательно насыщенной экшном и жестокостью», особенно отметив, что «Роберт Райан несёт всю историю на своих крепких плечах». А журнал Time написал, что «участие Роберта Райана после таких картин, как „Перекрёстный огонь“ и „Подстава“, означает почти наверняка, что это будет низкобюджетная картина с большим будущим». В данном случае, актёр «придаёт фильму неожиданную аутентичность благодаря своему умению незаметно для зрителя соединить в своём персонаже чёрные и белые черты».
Современный историк кино Спенсер Селби описал картину как «портовый нуар и первую мелодраму о „красной угрозе“», в которой «руководитель транспортной компании попадает под давление коммунистических лазутчиков, намеревающихся захватить профсоюз». Майкл Кини оценил картину как «стандартный фильм о красной истерии, произведённый миллиардером Говардом Хьюзом», особенно выделив Дженис Картер, которая «доставляет наслаждение в роли партийной роковой женщины». Хэл Эриксон отметил, что «этот фильм был первым из многочисленного анти-красного потока оскорблений Говарда Хьюза, и в нём много пропаганды». При этом, «вероятно не понимая, как отобразить коммунистическое злодейство, сценаристы обратились к гангстерским фильмам 1930-х годов, что особенно очевидно в сцене убийства незадачливого стукача», которого связанным бросают в воду в порту. TimeOut считает, что «первоклассный актёрский состав не может преодолеть картонность своих персонажей, глупый сценарий, который не даёт поверить в происходящее, и общее чувство истерии. К счастью, нуаровая операторская работа Ника Мусураки великолепна».
Джефф Стаффорд отметил, что «по форме и стилю картина выглядит как стандартный триллер категории В с тёмными текстурами и атмосферической постановкой света, характерной для нуаровой визуальной эстетики фильмов RKO. Однако совсем другое дело история, где опасных, похожих на мафиози злодеев заменили на угрожающих жизни советских агентов, которые занимаются шантажом, пытками и убийствами ради достижения своих целей». Стаффорд далее отмечает, что «во многих смыслах это настоящий нуар, в котором необдуманное прошлое уничтожает героя и приносит позор или смерть самым близким ему людям». Он также полагает, что «мнение, что „лучше быть мёртвым, чем красным“ никогда не выражалось более однозначно, чем в этом фильме».
Как пишет Денис Шварц, после того, как предварительные показы фильма «не тронули зрителей, его название было изменено, а сама история переработана в более приемлемую мелодраму вместо одних лишь злобных нападок на коммунистов. Но всё равно это главным образом пропагандистский фильм». Далее критик замечает, что если «убрать из фильма полемику и не обращать внимания на никуда не годный сценарий, то фильм, если рассмотреть его как типичную голливудскую мелодраму, довольно занимателен. Он снят в драматичном нуаровом стиле Мусуракой, а исполнители главных ролей выдают умелую игру, проглатывая некоторые безвкусные строки со значительной бравадой». По мнению Гленна Эриксона, это «довольно хороший фильм нуар», который «поставил английский режиссёр Роберт Стивенсон с лучшим оператором RKO Никаласом Мусуракой. Фильм нацеливает отличных актёров на нелепый сюжет, который, кажется, был списан с универсального шаблона криминального фильма». Киновед далее пишет, что «у фильма, конечно, хороший нуаровый вид, который обеспечивает выдающийся Николас Мусурака. Ночные уличные съёмки в порту очень экспрессивны, даже когда сама ситуация натянута: коммунисты заставляют Брэда быть свидетелем того, как человека связывают и бросают в залив лишь ради того, чтобы продемонстрировать свою безжалостность». Далее Эриксон замечает, что это «один из самых известных антикоммунистических фильмов того времени, когда Комитет по расследованию антиамериканской деятельности правил бал в Голливуде». В этой связи, «руководители студии создали этот антикоммунистический фильм, либо чтобы продемонстрировать свой патриотизм, либо чтобы навязать зрителю своё мнение». Однако в итоге картина «не имеет особых достоинств даже с точки зрения пропаганды», а американская публика отказалась платить за этот фильм, выразив таким образом «сильное сопротивление пропагандистским идеям» и «дешёвым политическим посланиям, вне зависимости от того, от кого они исходили».

### Пропагандистские аспекты фильма
Джефф Стаффрод пишет, что «пропаганда, замаскированная под популярное развлечение, редко когда обманывала тех, кто ходит в кинотеатры. В частности, американская аудитория за редким исключением почти никогда не ходила в массовом порядке на политические фильмы. И всё же, несмотря на печальный коммерческий потенциал большинства фильмов на политическую тематику, это не останавливало некоторые студии или кинематографистов от того, чтобы занимать идеологическую позицию в облике жанрового кино».
Как отмечает Гленн Эриксон, после неудовлетворительных результатов тестовых показов этого фильма под названием «Я вышла замуж за коммуниста», и последовавшего изменения названия «на менее резкое „Женщина на пирсе 13“, его содержание не стало нейтральным». Как далее пишет Эриксон, фильм пытается доказать, что «коммунизм — это не философия, не историческая теория и не политическое движение. Это ужасающее проклятие, которое меняет всех тех, кто с ним соприкасается. И если у вас хоть когда-либо возникала коммунистическая мысль — вам лучше сразу умереть, а если вы знаете какого-то коммуниста, то ваша душа находится в смертельной опасности». По мнению критика, «сценарий постоянно подчёркивает идею, что „приказы из Москвы“ направляют кампанию экономического саботажа, призванного поставить Америку на колени, а Вэннинг наслаждается своей силой, мучая и терроризируя Брэда, не говоря о своих собственных подчинённых». И, как резюмирует Эриксон, «совершенно ясно, что все наши проблемы исчезнут, так только мы сможем избавиться от коммунистической угрозы». При этом, по его словам, «плохих парней этой комической оперы могли бы, вероятно, переловить и бойскауты, поскольку большую часть времени те занимаются тем, что устраняют своих собственных людей».
Деннис Шварц отмечает, что «фильм стремится продемонстрировать, что у всех (добропорядочных американцев) хорошая работа, что боссы добры, и что профсоюз может добиться успеха, если его вырвать из рук коммунистических кукловодов, которые пытаются подорвать легальные цели его деятельности». Фильм, по мнению критика, также пытается показать, «что Коммунистическая партия — это дьявол, и что вы не можете скрыться от былых ошибок — так что лучше серьёзно подумать о последствиях, прежде чем вступать в члены компартии, так как вы никогда не сможете из неё выйти, если уж вступили». Далее Шварц пишет и о том, что «история полна дезинформации: она искажает степень коммунистического влияния в стране, а также то, как реально действуют крупный бизнес и профсоюзы». В итоге получается «пропагандистский фильм, который утверждает американский образ жизни и семейную любовь, однако делает это в ущерб реализму». И «поскольку фильм был сделан в период постыдной американской охоты на ведьм, он не говорит о том, что даже если вы выйдете из партии, правительство всё равно потребует от вас признания, что вы в неё вступали, и заставит вас сдать всех других членов партии. А это является нарушением прав, которые гарантирует Пятая поправка». В рецензии «Нью-Йорк Таймс» также логично ставился вопрос о том, что если такие реальные известные коммунисты, как «Луис Буденц и Уиттекер Чемберс смогли отказаться от партии, то почему герой фильма не может сделать то же самое без убийств и собственной гибели в конце?».